# Can Joan Ros (Riudarenes)
Can Joan Ros és una casa de Riudarenes (Selva) inclosa a l'Inventari del Patrimoni Arquitectònic de Catalunya.

## Descripció
Construcció senzilla, típica de la zona, representativa del creixement de Riudarenes al segle xviii que té un nucli antic amb moltes cases similars.
Es tracta d'un edifici de planta quadrada i un pis superior amb teulada a dues vessants amb caiguda a la façana. El portal, situat a la banda dreta, és emmarcat amb pedra i la llinda presenta un arc carpanell força rebaixat. Pel que fa a les finestres del primer pis també estan emmarcades amb pedra granítica, a diferència de la finestra de la planta inferior, a l'esquerra del portal que és sense emmarcar, amb una petita barana de ferro a l'ampit. Per la seva esquerra la casa està adossada a una altra i per la dreta fa cantonada.